# Solbjergstenen
Solbjergstenen (dansk) eller Solbergastenen (svensk) (DR 275) er en runesten beliggende ved herregården Torsjø i Vemmenhøj Herred i Skåne. Indskriften er dateret til vikingetiden. Runerne er ridset på granit.
Indkriften lyder:
Bróðir reisti stein þenna eptir Ásbjôrn (Ísbjôrn), bróður sinn, sá var skipari...
Broder rejste sten denne efter Isbjörn/Asbjörn, broder sin, han var skeppare...
55°26′56″N 13°33′05″Ø / 55.449°N 13.5515°Ø